# Giải vô địch bóng đá U-23 ASEAN
Giải vô địch bóng đá U-23 ASEAN (tiếng Anh: ASEAN U-23 Championship, trước đây là AFF U-23 Championship) là một giải đấu bóng đá dành cho các đội tuyển U-23 của các quốc gia thành viên của khu vực Đông Nam Á, do Liên đoàn bóng đá ASEAN (AFF) tổ chức kể từ năm 2005. Giải đấu được tổ chức hai năm một lần.

## Lịch sử
Giải đấu đầu tiên diễn ra vào năm 2005 tại Thái Lan với tư cách là Giải vô địch bóng đá U-23 Đông Nam Á. Năm 2007, giải được phê duyệt để trở thành giải đấu thường niên trong hệ thống thi đấu của AFF, với lần tổ chức tiếp theo tại Indonesia vào cuối tháng 11 năm 2007, nhưng đã không diễn ra theo kế hoạch. Sau đó vào năm 2011, giải đấu lần thứ hai một lần nữa được dự kiến diễn ra ở Palembang, Indonesia nhưng đã bị hủy bỏ do việc cải tạo sân vận động Gelora Sriwijaya, địa điểm được sử dụng cho giải đấu, vẫn chưa hoàn thành.
Năm 2019, giải đấu được khôi phục với nước chủ nhà là Campuchia.

## Tóm tắt
| 2005 Chi tiết | Thái Lan  | · Thái Lan  | 3–0         | · Singapore | · Myanmar    | 1–1 (4–2 p)  | · Malaysia    |
| 2019 Chi tiết | Campuchia | · Indonesia | 2–1         | · Thái Lan  | · Việt Nam   | 1–0          | · Campuchia   |
| 2022 Chi tiết | Campuchia | · Việt Nam  | 1–0         | · Thái Lan  | · Đông Timor | Đồng hạng ba | · Lào         |
| 2023 Chi tiết | Thái Lan  | · Việt Nam  | 0–0 (6–5 p) | · Indonesia | · Thái Lan   | 0–0 (4–3 p)  | · Malaysia    |
| 2025 Chi tiết | Indonesia | · Việt Nam  | 1–0         | · Indonesia | · Thái Lan   | 3–1          | · Philippines |

## Thành tích theo quốc gia
| Quốc gia    | Vô địch              | Á quân         | Hạng ba        | Hạng tư        |
| ----------- | -------------------- | -------------- | -------------- | -------------- |
| Việt Nam    | 3 (2022, 2023, 2025) |                | 1 (2019)       |                |
| Indonesia   | 1 (2019)             | 2 (2023, 2025) |                |                |
| Thái Lan    | 1 (2005)             | 2 (2019, 2022) | 2 (2023, 2025) |                |
| Singapore   |                      | 1 (2005)       |                |                |
| Đông Timor  |                      |                | 1 (2022)       |                |
| Lào         |                      |                | 1 (2022)       |                |
| Myanmar     |                      |                | 1 (2005)       |                |
| Malaysia    |                      |                |                | 2 (2005, 2023) |
| Campuchia   |                      |                |                | 1 (2019)       |
| Philippines |                      |                |                | 1 (2025)       |

## Các quốc gia tham dự
| Đội         | 2005 (8) | 2019 (8) | 2022 (9) | 2023 (10) | 2025 (10) | Tổng |
| ----------- | -------- | -------- | -------- | --------- | --------- | ---- |
| Úc          |          | ×        | ×        | ×         | ×         | 0    |
| Brunei      | ×        | ×        | VB       | VB        | VB        | 3    |
| Campuchia   | VB       | 4th      | VB       | VB        | VB        | 5    |
| Indonesia   | ×        | 1st      | ×        | 2nd       | 2nd       | 3    |
| Lào         | VB       | ×        | 3rd      | VB        | VB        | 4    |
| Malaysia    | 4th      | VB       | VB       | 4th       | VB        | 4    |
| Myanmar     | 3rd      | VB       | ×        | VB        | VB        | 5    |
| Philippines | VB       | VB       | VB       | VB        | 4th       | 5    |
| Singapore   | 2nd      | ×        | VB       | ×         | ×         | 2    |
| Thái Lan    | 1st      | 2nd      | 2nd      | 3rd       | 3rd       | 5    |
| Đông Timor  | VB       | VB       | 3rd      | VB        | VB        | 5    |
| Việt Nam    | ×        | 3rd      | 1st      | 1st       | 1st       | 4    |

Chú thích
| - 1st — Vô địch - 2nd — Á quân - 3rd — Hạng ba - 4th — Hạng tư | - VB — Vòng bảng - × — Không tham dự / Rút lui / Bị cấm - — Chủ nhà - Không phải thành viên của AFF |

## Bảng xếp hạng tổng thể
Tính đến 28 tháng 7 năm 2025
| Hạng | Đội         | TD | Tr | T  | H | B | BT | BB | HS  | Đ  | Thành tích tốt nhất        |
| ---- | ----------- | -- | -- | -- | - | - | -- | -- | --- | -- | -------------------------- |
| 1    | Thái Lan    | 5  | 22 | 14 | 4 | 4 | 51 | 11 | +40 | 46 | Vô địch (2005)             |
| 2    | Việt Nam    | 4  | 15 | 11 | 3 | 1 | 30 | 4  | +26 | 36 | Vô địch (2022, 2023, 2025) |
| 3    | Indonesia   | 3  | 12 | 7  | 4 | 1 | 22 | 7  | +13 | 25 | Vô địch (2019)             |
| 4    | Malaysia    | 5  | 17 | 6  | 5 | 6 | 24 | 26 | –2  | 23 | Hạng tư (2005, 2023)       |
| 5    | Campuchia   | 5  | 16 | 5  | 3 | 8 | 20 | 24 | –4  | 18 | Hạng tư (2019)             |
| 6    | Myanmar     | 4  | 13 | 3  | 5 | 4 | 26 | 19 | +7  | 15 | Hạng ba (2005)             |
| 7    | Philippines | 5  | 15 | 4  | 2 | 9 | 19 | 26 | –7  | 14 | Hạng tư (2025)             |
| 8    | Đông Timor  | 5  | 14 | 3  | 3 | 8 | 14 | 34 | –20 | 12 | Hạng ba (2022)             |
| 9    | Lào         | 4  | 10 | 3  | 2 | 5 | 13 | 19 | –6  | 11 | Hạng ba (2022)             |
| 10   | Singapore   | 2  | 7  | 3  | 0 | 4 | 10 | 21 | –11 | 9  | Á quân (2005)              |
| 11   | Brunei      | 3  | 9  | 0  | 0 | 9 | 4  | 40 | –36 | 0  | Vòng bảng (3 lần)          |